# Русское имя

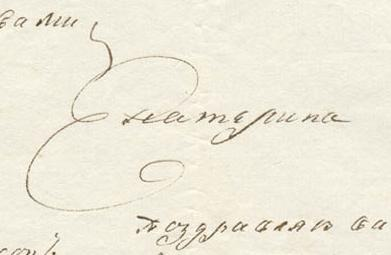
Автограф Екатерины II. Письмо внуку — великому князю Константину Павловичу. 1787

Антропонимическая система русских имён во многом схожа с общеевропейской. Полное имя состоит из трёх основных элементов — имя, отчество и фамилия. Кроме того, существуют такие разновидности имён, как прозвище, уменьшительное имя, а для соответствующих социальных групп также псевдоним, монашеское имя.
Так же как и в большинстве европейских культур, в русской именной формуле общепринятой литературной и языковой нормой является порядок слов, начинающийся с личного имени, однако он жёстко не зафиксирован и в некоторых специфических случаях от него отходят, что не является ошибкой.
Отчество является характерной чертой, отличающей русскую систему антропонимики от большинства современных европейских: в Европе оно представлено лишь у других восточных славян (белорусов и украинцев), а также у болгар, греков и исландцев (у последних практически отсутствуют фамилии). Адаптация русскими имён других народов обычно сопровождается теми или иными фонетическими изменениями, а нередко и появлением отчества.
Имена, отчества и прозвища были известны с древнейших времён. При этом древние источники не всегда помогают чётко разграничить дохристианские имена (даваемые с рождения) и прозвища (приобретаемые в более позднем возрасте). Фамилии появились на Руси довольно поздно и, как правило, они образовывались из имён и прозвищ предков. Первыми в XIV—XV веках приобрели фамилии князья и бояре. Впрочем, и в XVI веке наследование некняжеских боярских фамилий было весьма неустойчивым. Потом стали приобретать фамилии купцы и духовенство. В середине XIX века, особенно после отмены крепостного права в 1861 году, формируются фамилии крестьян. Процесс приобретения фамилий в основном завершился к 1930-м годам.

## Именная формула

### Состав
Существуют следующие традиционно используемые компоненты русского антропонима, из которых могут складываться различные модели именования человека:
- Имя — личное имя, даваемое при рождении, обычно одно, но в древности могло даваться и несколько имён.
Уменьшительное (гипокористическое) имя — неофициальная форма имени, образуемая от личного при помощи тех или иных суффиксов или усечения (Мария — Маша — Машка — Маня — Муся и т. п., Александр — Саша — Сашка — Шура — Саня — Шурик — Санёк; Николай — Коля — Колька — Колян и т. п.). В новое время подобные образования, граничащие с прозвищами, производятся и от фамилий (Кислов — Кислый, Панов — Пан), что представляет собой процесс, исторически обратный образованию фамилий.
- Отчество — патроним, указание на имя отца. Имеет окончание -(в)ич, -(в)на; в древности также -ов, -ин аналогично современным фамилиям (в болгарском языке это сохранилось).
- Фамилия — наследуется из поколения в поколение по мужской линии (или по женской). Обычно исконная русская фамилия заканчивается на -ов/-ев/-ёв (от основ второго склонения: Петров, Конев, Журавлёв) или -ин/-ын (от основ первого склонения: Фомин, Синицын); -их/-ых (Русских, Петровых); менее характерны для русских (в отличие от других восточных славян) фамилии с нулевым окончанием (Бобёр, Воробей, Кот и т. п.).
- Прозвище — индивидуальное наименование, которое даётся не при рождении и связано с теми или иными характерными особенностями или событиями. Для древних времён характерно весьма устойчивое и почти официальное употребление многих прозвищ (например, Иван Калита, Василий Есифович Нос — новгородский посадник), но и сейчас прозвища неформально широко используются, особенно в молодёжных социальных группах, где могут выступать как фактически основное средство номинации человека. В современной армии роль прозвища часто выполняет позывной. В уголовной среде у многих имеется кличка.

### Модели
В наиболее полной форме (ИОФ) русское имя, как и полные имена других народов, не употребляется в устной речи, а используется в официальных документах. В России для её граждан (не только этнических русских) эти три элемента антропонима в обязательном порядке указываются в официальных документах. Для резидентов не указывается отчество (при отсутствии такового), а в графе имя указывается как личное, так и среднее имя. В большинстве случаев используют двухкомпонентную модель. Разные формы показывают разную степень уважения при общении:
- уменьшительное имя — гипокористика используется при неформальном общении и в семье
- отчество — неформально, но уважительно (особенно к старшим), при этом отчество произносится в намеренно упрощённой просторечной форме, если такую возможно образовать (Михалыч, Саныч, Палыч)
- имя — также используется при неформальном общении. В последние годы под влиянием Запада постепенно заменяет следующую форму, особенно в предпринимательстве
- имя + отчество — чаще используется по отношению к взрослым и пожилым людям или при подчёркнуто уважительном обращении к человеку (Андрей Александрович, Евгений Алексеевич)
- имя/уменьшительное имя + фамилия или фамилия + имя/уменьшительное имя — стереотипная форма при упоминании человека в третьем лице или при обращении в учебном заведении (Василий Кудрявцев или Вася Кудрявцев, Татьяна Смирнова или Таня Смирнова, Козлов Александр или Козлов Саша)
- имя/уменьшительное имя + прозвище — чаще неформальное именование человека (Борис Бритва, Саня Белый)
- обращение + фамилия — строго официальное. В советское время использовались обращения товарищ, гражданин/гражданка (иногда используется и в наше время). В современном обществе используется префикс уважаемый, иногда господин/госпожа, в основном при деловой переписке[9]. В военизированных организациях роль обращения играет звание (рядовой Сычёв, капитан Харитонов, товарищ гвардии старший лейтенант Хрусталёв). В повседневной разговорной речи эта модель используется редко, и в русском языке нет обращений, подобных иностранным (мистер, пан/пани, миссис, бей и тому подобных). Исключением являются обращения родственного типа + имя (дядя Володя, баба Валя)
- фамилия — распространено в школах, учебных заведениях (обращение обучающих к учащимся) и военизированных организациях к нижестоящим по чину, часто не является приятным для владельца фамилии. Также используется как способ переклички. Часто используется при упоминании в третьем лице известных людей (политики, спортсмены, актёры и тому подобные), а также в служебной обстановке (Калугина, Новосельцев, Самохвалов)

Предыдущие варианты относятся к знакомым людям (за исключением псевдонимов, например, Дима Билан, Наташа Королёва). Следующие чаще используются, когда речь идёт о третьих лицах:
- имя + прозвище + фамилия — американский вариант, популяризирован шоу Камеди-клаб и способом написания ника ВКонтакте (Тимур Каштан Батрутдинов, Дмитрий Гоблин Пучков)
- имя + отчество + фамилия — уважительно называет человека, о котором не говорилось ранее (например, представляет его перед аудиторией) (Юрий Мефодьевич Соломин, Николай Николаевич Губенко)
- фамилия + имя + отчество — аналогично предыдущему варианту, но звучит более официально и используется в основном в официальных документах и алфавитных списках (например, телефонных справочниках или энциклопедиях)

Вариант фамилия + имя + отчество стал обычным в официальных документах только в 1930-е годы. До 1917 года имя и отчество могли быть поставлены после фамилии только в перечислениях. Обращение к человеку по фамилии в официальной переписке было недопустимым. Нормой было первым указать имя (в необходимых случаях перед ним указывался чин). В настоящее время вариант имя + отчество + фамилия используется обычно в отношении уважаемых лиц, а вариант фамилия + имя + отчество обычен, когда речь идет о людях низкого социального статуса (например, осуждённых).

## Личное имя
Имя, которое присваивается человеку при рождении и под которым он известен в обществе. В древней Руси различались канонические и неканонические имена.
В дохристианскую эпоху, то есть почти до конца X века, в среде восточных славян (предков современных русских, украинцев и белорусов) использовались только личные имена, которые давались детям при рождении.
После крещения Руси в 988 г. каждый восточный славянин получал от священника крестильное имя. Крестильные имена соответствовали именам святых и были, как правило, обычными христианскими именами.
К началу XVIII века уже господствуют канонические христианские имена, полностью вытеснившие имена-прозвища, и частично языческие имена, существовавшие до того параллельно с основным именем.
Правильному именованию придавалось большое значение. Неправильное или в унизительной форме написание «чьего-либо имени или прозвища» могло повлечь обвинение в нанесении «бесчестья». В 1675 году царским указом было разъяснено, что ошибка в правописании имён по незнанию «природы тех народов, в которых кто родился», не является преступлением, а потому «судов в том не давать и не разыскивать», однако наказания провинившимся не удавалось избегать: за это их подвергали «торговой казни».

## Отчество
Отчество в составе именной формулы выполняло тройную функцию: дополняло имя, отличая его обладателя (в дополнение к фамилии) от тёзки, проясняло родство в кругу семьи (отец — сын) и выражало почтение (форма вежливости).
Имя-отчество возникло как знак уважения, почитания достойного; сначала по отношению к князьям (в летописях с XI века), затем к именитым боярам, дворянам, а при Петре I — и отличившимся купцам. В XIX веке представители высших слоёв общества обзавелись формой на -вич. Отчества на «ев», «ов», «ин» — получали купцы, на «ец» — младший в семье. Наряду с этим встречаются записи типа: «пушкарь Тимошка Кузьмин сын Стрелкин», «посиделец Ивашка Григорьев», «гулящей Тимошка Иванов»; где формы Григорьев и Иванов — ещё не фамилии (т. н. полуотчества).
Отчества, образованные как от русских, так и от нерусских имён, встречались в древнейших русских письменных памятниках. При многочисленных переписях населения требовалось записать всех «по именем с отцы и прозвищи».
Исторически сложилось, что отчество разделилось на несколько разрядов. Холопы вообще его не имели. Просто знатные люди получали полуотчество: «Пётр Осипов Васильев». Что же касается отчества на -ич, то оно стало как бы знаком того, что человек, его носящий, принадлежал к сословной, аристократической верхушке. Таким образом -ич выделился из отчества, перестал быть суффиксом в полной мере и начал употребляться самостоятельно, превратившись в особый термин привилегированности, родовитости лиц или сословий. -ич стал восприниматься как титул, как указывающие на родовитость слова «де» (во французском языке), «фон» (в немецком), «ван» (в голландском). В соответствии с таким положением -вичем можно было награждать, что и делали русские цари.
Начиная с правления Петра I графа «Отчество» становится обязательной во всех документах.
При Екатерине II употребление разных форм отчества было законодательно закреплено. В её «чиновной росписи», составленной в соответствии с петровской Табелью о рангах, указывалось, что особ первых пяти классов следовало писать с отчеством на -вич, с шестого по восьмой — именовать полуотчествами, всех же остальных — только по именам.
Однако формы отчества на -ов/-ев в XIX веке употреблялись лишь в канцелярской речи, в официальных документах. В неофициальных же ситуациях, в быту, русские люди именовали друг друга и по именам и отчествам в такой форме, которая привычна нам теперь: величание на -ович, -евич, -овна, -евна, -ыч, -ич, -инична не ограничивалось. Иногда оно использовалось даже вместо имени (как иногда и сейчас), когда говорящий хотел подчеркнуть особое уважение к человеку, выказать оттенок расположения, любви.
Архаичной чертой, сохраняющейся поныне, являются отчества, образованные непосредственным прибавлением суффикса -ыч/-ич (Силыч, Титыч т. п.). Эта же форма присутствует в разговорном упрощённом варианте (Николаич, Михалыч). Аналогично в разговорном варианте могут упрощать женские отчества: Николавна, Иванна (Марь Иванна).

## Фамилия
Русские фамилии — наследуемые официальные наименования, указывающие на принадлежность человека к определённому роду.
Фамилия, несомненно, являлась главной составляющей именной формулы, поскольку служила, в частности, более чёткому осознанию родовой принадлежности, её выражением. Как правило, русские фамилии были одинарными и передавались только по мужской линии (хотя были исключения).
Фамилии обычно образовывались с помощью суффиксов от собственных и нарицательных имён, причём большинство — от притяжательных прилагательных с суффиксами -ов (-ев, -ёв), -ин (Иван — Иванов, Сергей — Сергеев, Кузьма — Кузьмин и т. п.).
На Руси фамилии образовывались от имени предка и отчества (Иванов, Петров); от места или от эпитета по месту жительства предка (Задорожный, Заречный); от названия города или местности, из которой происходил человек (Москвитин, Тверитин, Пермитин); от рода занятий или должности предка (Сапожников, Лаптев, Приказчиков, Бондарев); от порядка рождения предка (Дружинин, Третьяков, Шестаков); от этнического происхождения предка (Хохлов, Литвинов, Поляков, Татаринов, Москалёв). Чаще всего фамилии в своём основании имели кличку или отчество какого-либо члена рода, чем-нибудь отличившегося, переехавшего в другую местность, ставшего владельцем имения или главой особенно большого семейства.
В различных общественных слоях фамилии появились в разное время. Первыми в XIV—XV веках приобрели фамилии князья и бояре. Обычно они давались по названиям их вотчинных владений: Тверской, Звенигородский, Вяземский. Среди них немало фамилий иностранного, особенно восточного происхождения, поскольку многие дворяне прибывали на службу к царю из чужих земель. Способы образования дворянских фамилий (фамилий древних дворянских родов и родов, выслуживших дворянство чинами после введения Табели о рангах) были многообразными. Небольшую группу составляли фамилии древних княжеских родов, происходивших от названий их княжений. До конца XIX века из числа таких родов, ведших своё происхождение от Рюрика, сохранилось пять: Мосальские, Елецкие, Звенигородские, Ростовские (последние обычно имели двойные фамилии) и Вяземские. От названия вотчин произошли фамилии Барятинских, Белосельских, Волконских, Оболенских, Прозоровских, Ухтомских и некоторых других.
В XVIII—XIX веках фамилии стали появляться у служивых и торговых людей. В них часто отражались географические понятия по факту рождения. Духовенство стало приобретать фамилии лишь с середины XVIII века, обычно образуемые от названий приходов (Преображенский, Никольский, Покровский и т. п.).
После реформ Петра I и появлению иностранцев среди высшего сословия на протяжении двух столетий стали обретать популярность иностранные имена и фамилии с фамильными приставками как среди иноземных, так и среди русских дворян (например, Франц Яковлевич Лефорт, Бурхард Кристоф фон Миних,
Михаил Богданович Барклай-де-Толли, Александр Христофорович Бенкендорф и др.). Однако после Октябрьской революции такие фамилии и имена перестали использоваться в обществе.
В середине XIX века, особенно после отмены крепостного права, формируются фамилии крестьян (от фамилий помещиков, названий населённых пунктов, прозвищ, отчеств), однако у некоторых они появились только в 1930-е годы.

## Прозвище
Прозвища, в отличие от имён, всегда отражают не желательные, а реальные свойства и качества, территориальное или этническое происхождение, место проживания их носителей и обозначают, таким образом, особый смысл, который имели эти свойства и качества для окружающих. Прозвища давались людям в разные периоды их жизни и обычно были известны довольно ограниченному кругу людей.
Не следует путать прозвища и языческие древнерусские имена. Но далеко не всегда между ними проходит чёткое различие. Это связано, в частности, с обычаем давать детям имена, образованные от этнонимов, названий животных, растений, тканей и других предметов, «защитные» имена. Судя по всему, именно о таких прозваниях писал в начале XVII в. английский путешественник Ричард Джемс в своём словаре-дневнике:
(Прозвишше), прозвище, даваемое матерью наряду с крёстным именем, и этим именем они [русские] обычно и называются.
После XVII века прозвища в России уже практически не сохранились. Количество древних языческих славянских и скандинавских имён снизилось на порядок.
В настоящее время прозвище иногда используется официально, становясь фамилией (например, Александр Панкратов-Белый и Александр Панкратов-Чёрный).